# Incendio de Copenhague de 1795

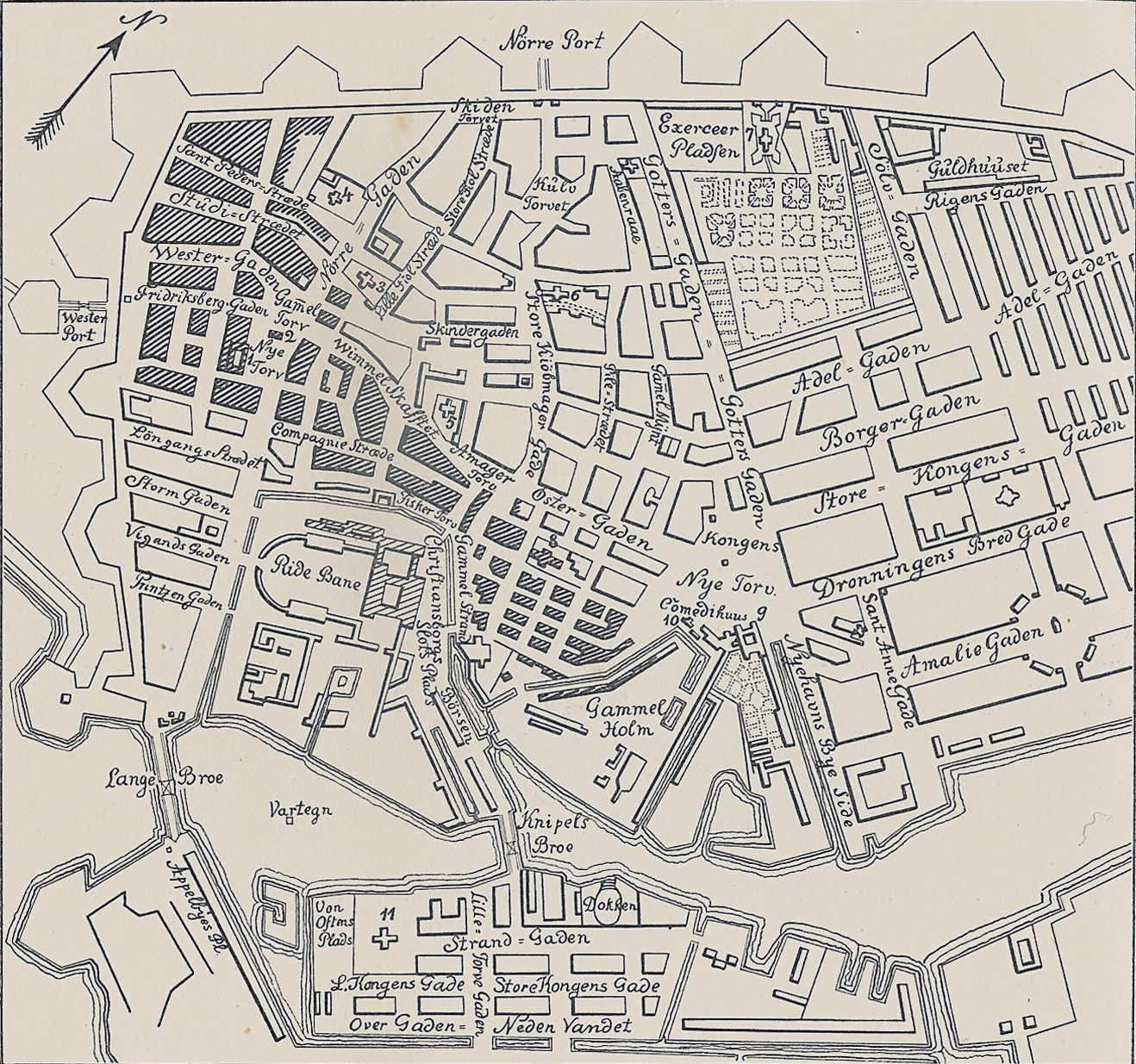
Mapa del incendio de Copenhague de 1795

El incendio de Copenhague de 1795 se prolongó desde alrededor de las tres de la tarde del viernes 5 de julio hasta aproximadamente las cuatro de la tarde del domingo 7 de julio de dicho año. Empezó en el almacén de madera y carbón de Dellehave, en la antigua base naval, al sudeste de Kongens Nytorv en Gammelholm.
Como los trabajadores ya se habían ido a casa, pasó tiempo antes de que el fuego fuera descubierto y debido a la falta de hidrantes por miedo a su robo y al bloqueo que los habitantes de Holmen hicieron a los bomberos (creyendo que siendo un área militar no debían intervenir las autoridades civiles), el incendio pronto se propagó.
Había sido precedido por un periodo sin lluvia y la madera seca, combinado con las existencias de cuerdas y alquitrán para suministros navales, hizo que el fuego pudiera crecer fácilmente. El viento sopló especialmente fuerte desde el este-sureste, llevando los rescoldos a través del aire hacia la ciudad. Sumado al sol veraniego, esto causó pequeños fuegos difíciles de detectar. Así el fuego se extendió de Gammelholm a los almacenes a lo largo del canal de Holmens y de ahí a la zona de Iglesia de San Nicolás y, propagándose por Gammel Strand, al área de Nytorv/Gammeltorv.

## El fuego en San Nicolás
Era en la zona de San Nicolás donde, debido a la elevada densidad urbanística, se había concentrado la infraestructura antiincendios de la ciudad tras el incendio de Copenhague de 1728. Ahí se había excavado un depósito para 400 barriles de agua y se había construido una estación de bombeo capaz de impulsar el líquido a través de una manguera de 800 pies. Las bombas eran capaces de elevar la presión a tal nivel que se podía entregar un barril de agua por minuto desde la manguera. 
Sin embargo, todo el sistema fracasó. Cuando el fuego prendió en la torre de iglesia, nadie pudo encontrar la llave de la puerta de la estación de bombeo. Solo tras un tiempo crítico se tiró la puerta abajo. Para entonces, el fuego se había propagado y el pánico había cundido. La carretera se llenó de personas salvado sus enseres del fuego, generando un caos que impidió desplegar las mangeras. Al arder completamente la iglesia, se destruyeron también las bombas, inutilizando la infraestructura.

## Lucha contra el fuego
La mayoría de los residentes en el área asolada por el fuego huyó pero algunos residentes escogieron quedarse en sus casas y luchar el fuego. Esto pasó en las primeras tres o cuatro casas al norte de Østergade. Ahí las personas se desplegaron dentro y fuera de las casas, armadas con cubos y abundancia de agua. Esto impidió que el fuego seguiera extendiéndose y salvó la vecina calle de Købmagergade.
El consejero Carsten Anker salvó su mansión en la intersección de Vingårdsstræde y Kongens Nytorv al cubrirla con una vela sobre la que se vertía agua continuamente.
El consejero de justicia Peter Uldall salvó su mansión en Vimmelskaftet al pagar a un grupo para que se quedara y apagara los rescoldos que entraban. Así se evitó que el fuego se extendiera al norte de la plaza pese a que el lado sur de la misma ardió.

## Consecuencias
El incendio terminó el domingo  7 de julio alrededor de las cuatro de la tarde. Había acabado con 909 viviendas y dañado otras 74. 6000 de los 100 000 habitantes de la ciudad se quedaron sin hogar, aunque afortunadamente era verano y muchos pudieron cobijarse en tiendas o en exteriores. Un gran número se refugió en las ruinas del recientemente incendiado Castillo de Christianborgs, cuyas dimensiones permitían a una familia entera hospedarse en el vano de una ventana. Los establos fueron también utilizados como alojamiento.
El fuego tuvo, junto con el incendio previo de 1728, un efecto devastador en el patrimonio medieval y renacentista de la ciudad. A día de hoy se conservan pocos inmuebles anteriores al incendio.
El fuego fue también una de las causas de la creación en 1797 de la primera institución de crédito de Dinamarca, la Kreditkassen para Husejerne i Kjøbenhavn.
Después del incendio, el arquitecto Jørgen Henrich Rawert y el maestro de obras Peter Meyn trazaron un plan maestro para la ciudad. Este plan incluía requisitos antiincendios en las nuevas edificaciones como el uso de ladrillos en vez de madera, el uso de esquinas en diagonal y calles rectas para facilitar los desplazamientos de bomberos con escaleras de gran longitud.